# Antonov An-28
O Antonov An-28 "Cash" foi um avião de transporte leve com dois motores, baseado no An-14M. Foi o vencedor da competição contra o Beriev Be-30 para uso pela Aeroflot como avião comercial de curto alcance. Voou pela primeira vez em 1969. Um total de 191 aeronaves foram construídas e 16 continuam em serviço de companhias aéreas até Agosto de 2015. Após uma curta série de pré-produção construída pela Antonov, foi produzido sob licença na polônia pela PZL-Mielec. Em 1993, a PZL-Mielec desenvolveu sua própria versão, o PZL M28 Skytruck. 

## Desenvolvimento
O An-28 é similar ao An-14 em muitos aspectos, incluindo sua estrutura de asa e lemes duplos, mas incorporava uma maior fuselagem e motores turboélice, ao invés dos motores a pistão do An-14. O An-28 voou pela primeira vez como um An-14 modificado em 1969. O próximo modelo de pré-produção não voou até 1975. Na configuração de passageiros, a acomodação era para 15 pessoas, além de dois tripulantes. A produção foi transferida para a PZL-Mielec em 1978. As primeiras aeronaves polonesas não voaram até 1984. O An-28 recebeu o certificado tipo soviético em 1986.

## Variantes
An-14A
Designação original da Antonov para uma versão maior e bi-turboélice do An-14.
An-14M
Protótipo.
An-28
Versão bimotor utilitária para transporte de curto alcance. Três aeronaves construídas.
An-28RM Bryza 1RM
Busca e salvamento e aeromédico.
An-28TD Bryza 1TD
Versão de transporte.
An-28PT
Versão motorizada com motores Pratt & Whitney. Voou pela primeira vez em 22 de Julho 1993.

## Operadores

### Civis

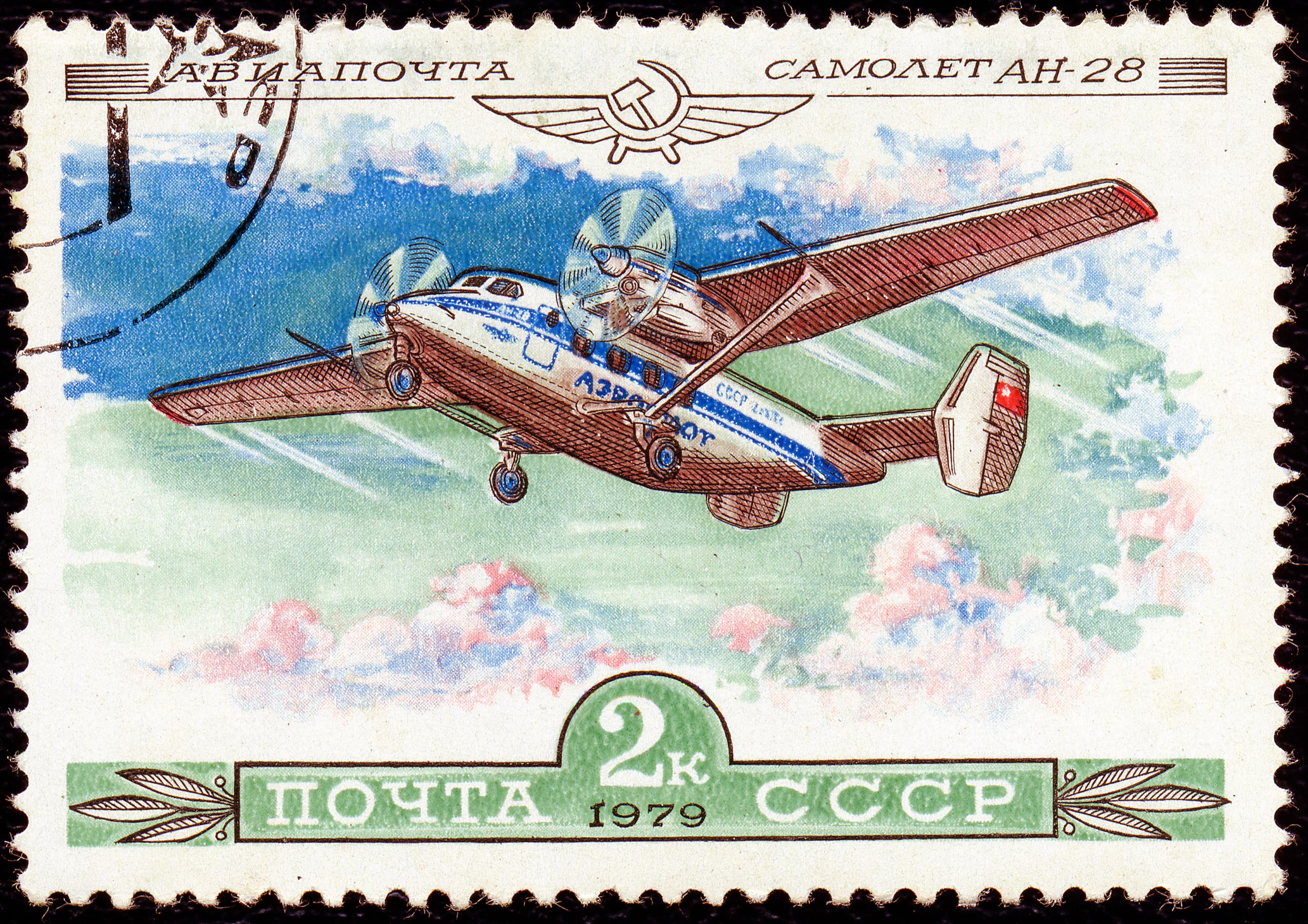
An-28 em selo postal soviético

Os principais operadores dos 16 Antonov An-28 que ainda estão em serviço são:
 Armênia
- Skiva Air (2)

 Rússia
- Vostok Airlines (3)

 Tajiquistão
- Tajik Air (2)

#### Ex-operadores
Estónia
- Air Livonia

 Cazaquistão
- Avluga-Trans (11)

 Quirguistão
- Kyrgyzstan Airlines (5)

 Moldávia
- Tepavia Trans (4)

 Suriname
- Blue Wing Airlines (anteriormente operou cinco, com três se acidentando nos dias 3 de Abril de 2008, 15 de Outubro de 2009 e 15 de Maio de 2010)

 União Soviética
- Aeroflot

### Militares
Angola
- Força Aérea Nacional de Angola dois An-28

 Djibuti
- Força Aérea de Djibouti um aposentado

 Geórgia
- Força Aérea da Geórgia – dois em Dezembro de 2016.[5]

 Nepal
- Serviço Aéreo do Exército do Nepal dois PZL M28

 Peru
- Exército Peruano duas aeronaves

 Polónia
- Força Aérea Polaca 24 PZL M28
- Marinha da Polônia 13 PZL M28

 Tanzânia
- Comando da Força Aérea da Tanzânia – um em Dezembro de 2016.[6]

 Venezuela
- Aviação do Exército Nacional da Venezuela PZL M28

 Vietname
- Força Aérea do Vietnã PZL M28

#### Ex-operadores
União Soviética
- Força Aérea Soviética

## Acidentes e incidentes notáveis
- 25 de Maio de 2005: Efetuando um voo charter para a Association Sportive Maniema Union, operado pela Victoria Air, se acidentou em uma montanha próximo a Walungu na República Democrática do Congo, cerca de 30 minutos após a decolagem. Todos os 22 passageiros e cinco membros faleceram.
- 3 de Abril de 2008: Um Antonov An-28 operado pela Blue Wing Airlines se acidentou no pouso próximo a Benzdorp no Suriname. Todas as 19 pessoas a bordo morreram.
- Em 15 de Outubro de 2009, um An-28 da Blue Wing Airlines saiu da pista após o pouso no Aeródromo de Kwamelasemoetoe, Suriname e atingiu um obstáculo. A aeronave ficou severamente danificada e quatro pessoas foram lesionadas, uma seriamente.[7]
- 15 de Maio de 2010: Um Antonov An-28 operado pela Blue Wing Airlines se acidentou sobre o distrito de Marowijne a cerca de 5 km nordeste de Poketi, Suriname. Ambos os pilotos e seis passageiros faleceram.
- Em 30 de Janeiro de 2012, um avião da TRACEP-Congo Aviation se acidentou em um voo de carga doméstico do Aeroporto de Bukavu-Kamenbe para o Aeródromo de Namoya, na República Democrática do Congo, matando três de cinco de trupulantes.[8]
- No dia 12 de Setembro de 2012, um An-28 operado pela Petropavlovsk-Kamchatsky Air Enterprise como Voo 251 [9] se acidentou ao realizar um voo doméstico de Petropavlovsk-Kamchatski para o Aeroporto de Palana, matando dez de 14 pessoas.[10]